# Глассан

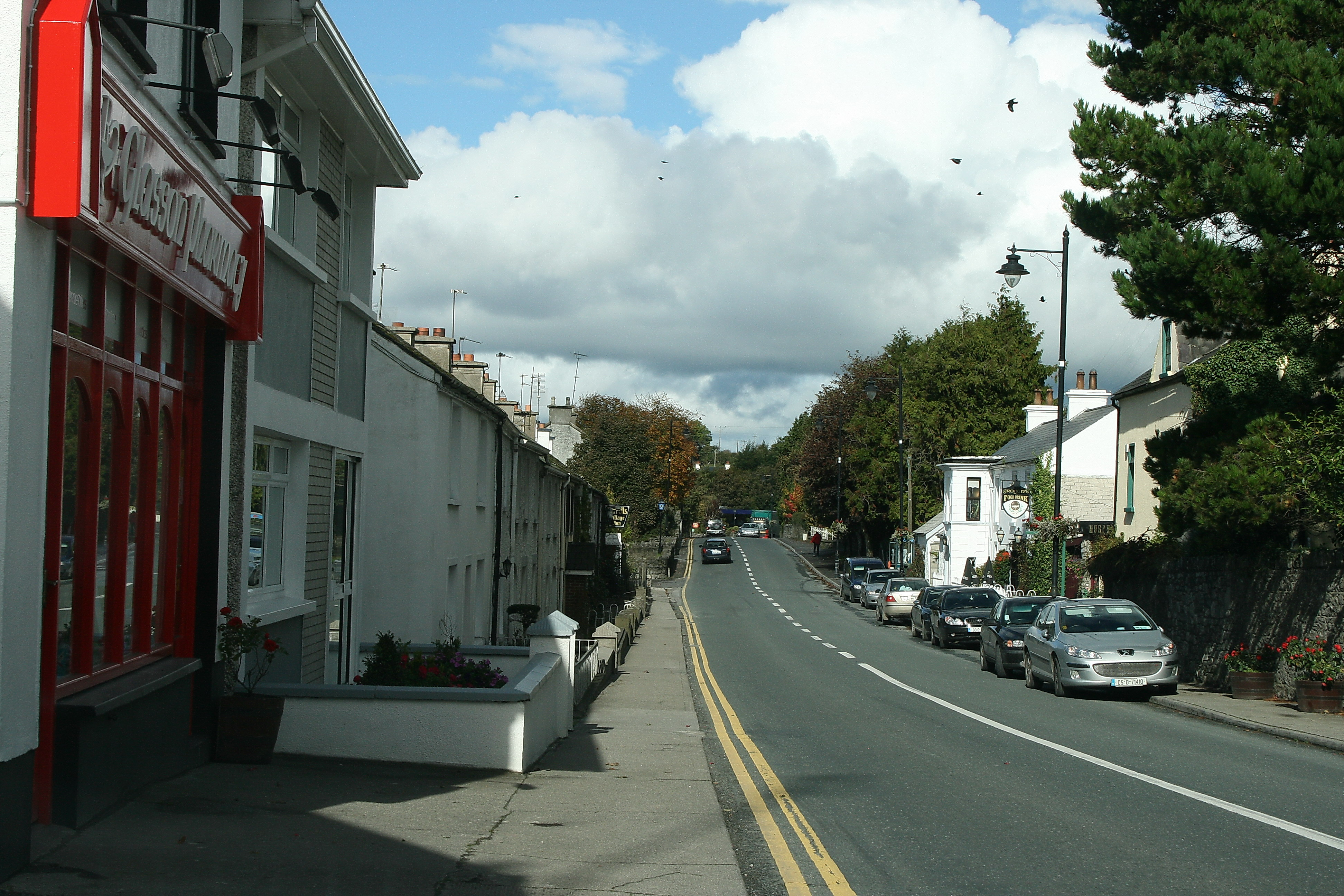
Глассан

Глассан (англ. Glassan; ирл. Glasán) — деревня в Ирландии, находится в графстве Уэстмит (провинция Ленстер). Деревня расположена рядом с озером Лох-Ри. Большинство построек центра деревни датируется XVIII веком, однако по окраинам имеются и современные двухэтажные дома. В деревне имеются два паба, несколько автомастерских, полицейский участок, парикмахерская и ряд магазинов.

## Демография
Население — 166 человек (по переписи 2006 года). В 2002 году население составляло 216 человек. 
Данные переписи 2006 года:
| Общие демографические показатели |               |                               |                               |      |      |
| Всё население                    | Всё население | Изменения населения 2002—2006 | Изменения населения 2002—2006 | 2006 | 2006 |
| 2002                             | 2006          | чел.                          | %                             | муж. | жен. |
| 216                              | 166           | -50                           | -23,1                         | 85   | 81   |